# Rittergut Emden

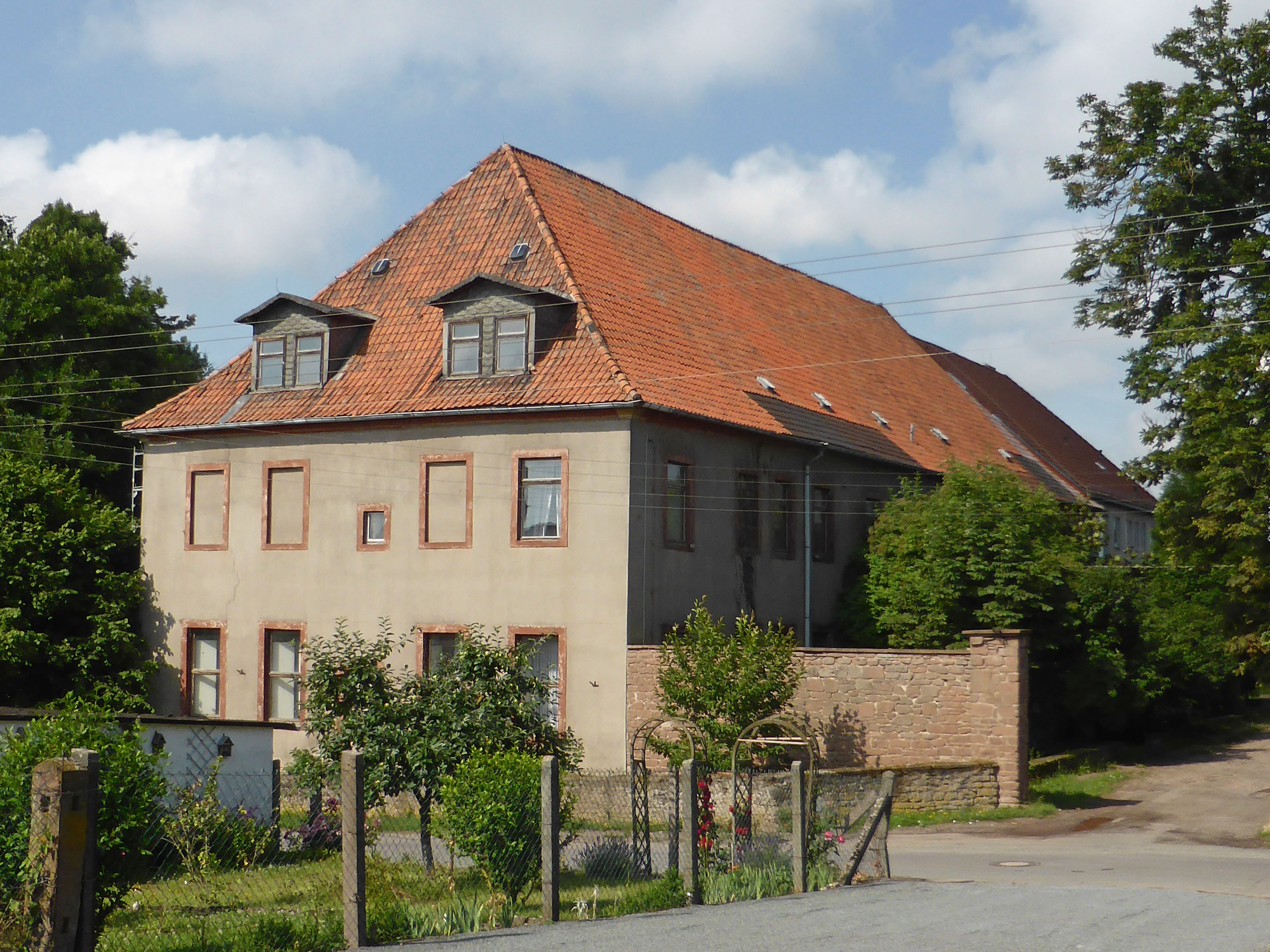
Ehemaliges Herrenhaus (2021)

Das Rittergut Emden ist ein Rittergut im Ortsteil Emden der Gemeinde Altenhausen, im Landkreis Börde in Sachsen-Anhalt. Es ist im Denkmalverzeichnis des Landes Sachsen-Anhalt unter der Erfassungsnummer 094 84729 als Baudenkmal aufgeführt.

## Geschichte

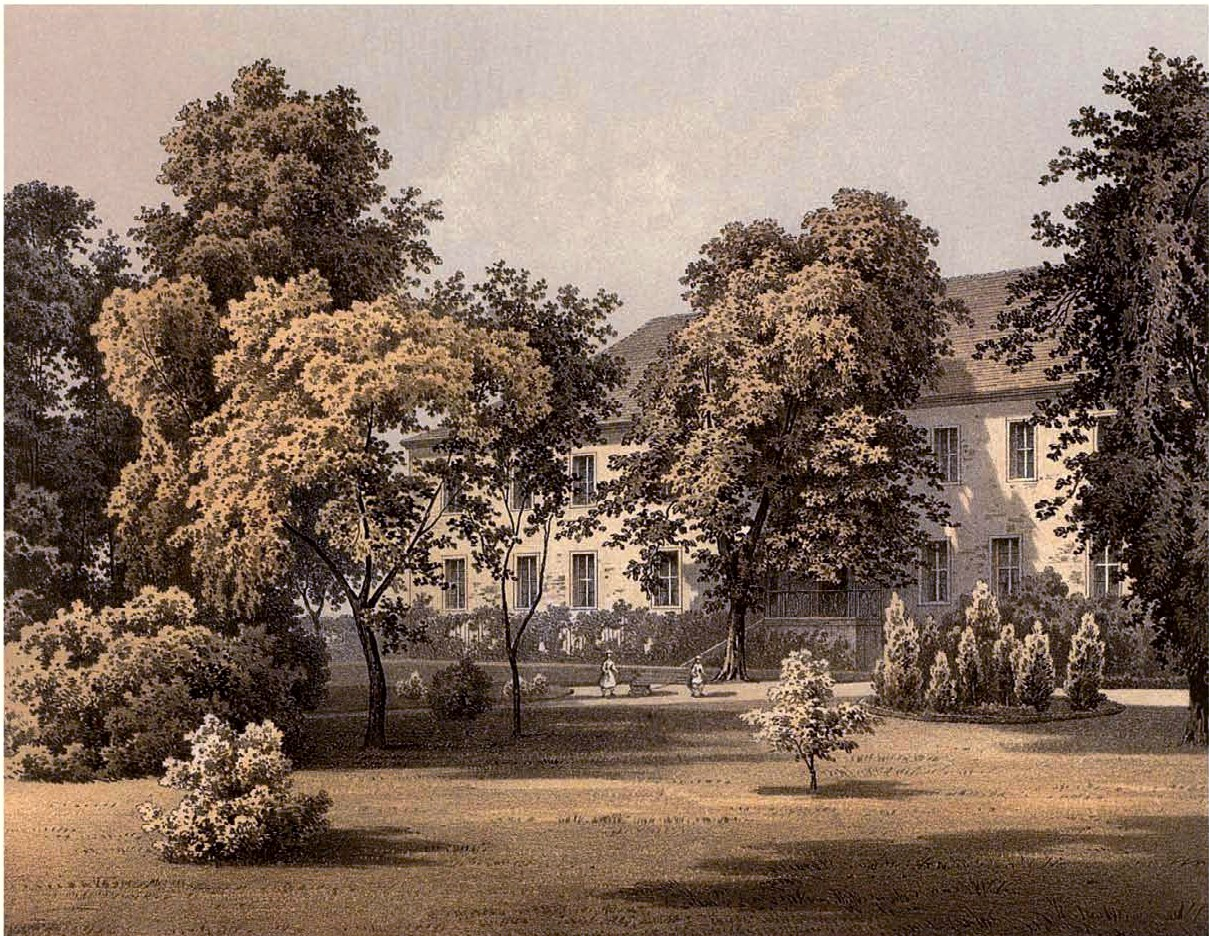
Gutspark mit Herrenhaus im 19. Jahrhundert

1485 erwarb Bernhard XI von der Schulenburg, Sohn von Matthias I von der Schulenburg auf Beetzendorf und Altenhausen und Anna geb. von Alvensleben aus dem Hause Kalbe, vom Kloster Althaldensleben die Klostergüter in Emden.
Durch Erbfolge ging Emden an seinen Sohn Matthias III von der Schulenburg über, der um 1530 ein Gutshaus erbauen ließ. Danach fiel Emden an dessen Sohn Daniel I von der Schulenburg (1538–1594). Die beiden Söhne von Daniel I, Matthias V und Henning III, teilten 1610 ihre Erbe auf, wobei Matthias V (1578–1656) Altenhausen bekam, zu dem damals Bodendorf und Emden gehörte. Nach dem Tod von Matthias V wurde 1656 Emden von Altenhausen abgetrennt und kam an seinen jüngsten Sohn, Gustav Adolf von der Schulenburg (1632–1691). 1676 errichtete Gustav Adolf von der Schulenburg das heute noch bestehende Herrenhaus. Der älteste Sohn aus seiner ersten Ehe mit Petronella Ottilie von Schwencken (1637–1674), der bereits in Emden geborene Matthias Johann von der Schulenburg (1661–1747), übernahm Emden, blieb jedoch unverheiratet.

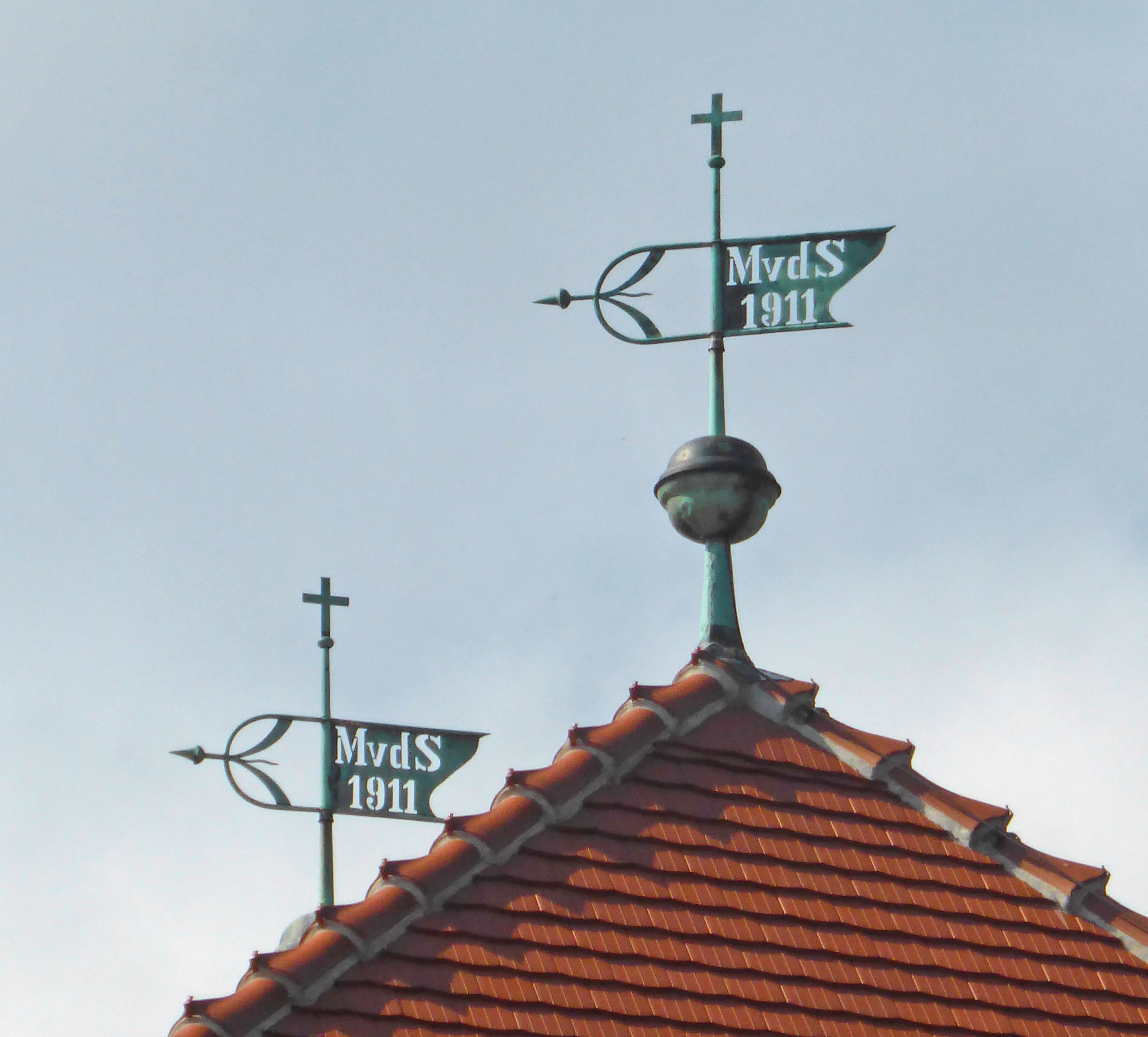
Wetterfahnen auf der St.-Georg-Kirche (Matthias von der Schulenburg, 1911)

Das Gut Emden hinterließ er Jakob IV von der Schulenburg (1676–1757), dem jüngsten Sohn von Alexander III (1616–1681), einem Bruder seines Vaters. Da Jakob IV unverheiratet blieb und alle seine Geschwister überlebte, erbten die Söhne seiner Brüder das Gut Emden, von denen es Alexander Jakob von der Schulenburg (1710–1775), der älteste Sohn seines jüngsten Bruders August (1672–1722), übernahm. Mit dem Tod von Alexander Jakob von der Schulenburg im Jahre 1775 erbten seine drei Söhne, Alexander, August und Leopold, das Gut Emden. 1790 teilten die drei Brüder das väterliche Erbe auf, wobei Alexander von der Schulenburg (1762–1820) das Gut Emden übernahm. Mit dem Tod von Alexander von der Schulenburg im Jahre 1820 erbten seine beiden Söhne, Eduard und Hermann, das Gut Emden. 1828 schloss Eduard von der Schulenburg (1792–1871) mit seinem Bruder einen Vertrag, mit dem ihm das Gut Emden fortan allein gehörte. Erben wurden seine beiden Söhne, Eduard (1830–1905) und Ernst (1832–1905). Ernst von der Schulenburg bewirtschaftete das Gut Emden seit seinem Abschied vom Militärdienst im Jahre 1872. Nachdem Eduard von der Schulenburg seinem jüngeren Bruder Ernst seinen Besitzanteil von Gut Emden abgetreten hatte, stiftete Ernst von der Schulenburg 1887 das Gut Emden als Familienfideikommiss, womit das Gut Emden im Erbfall nicht mehr geteilt werden sollte. Der einzige Sohn von Ernst von der Schulenburg, Matthias (1868–1923), wurde zweiter Fideikommissherr auf dem Gut Emden.
Da Matthias von der Schulenburg unverheiratet verstarb, fiel der Fideikommiss Emden 1923 an das Haus Altenhausen, und somit an August-Karl von der Schulenburg (1874–1956). Zunächst bewirtschaftete August-Karl von der Schulenburg das Gut Emden selbst, später übernahm sein ältester Sohn Karl-Matthias von der Schulenburg (1914–1985) die Bewirtschaftung des Gutes. 1943 wurde noch der Sohn von Karl-Matthias von der Schulenburg, Hubertus von der Schulenburg, in Emden geboren.
Nach dem Ende des Zweiten Weltkriegs lag das Gut Emden in der Sowjetischen Besatzungszone, in der 1945 eine Bodenreform durchgeführt wurde, womit das Gut Emden im November 1945 entschädigungslos enteignet und die Familie von der Schulenburg vertrieben wurde. Die Familie von der Schulenburg siedelte, teilweise nach Zwischenstationen in anderen Orten, letztlich nach Bonn über. In der DDR war im Gutshaus das Kreis-Feierabendheim (Altenheim) des Kreises Haldensleben untergebracht. Heute befindet sich das Rittergut in Privatbesitz.
Die Familie von der Schulenburg hatte auch das Kirchenpatronat der Emdener Kirche. Unter der Apsis der Kirche befindet sich die Familiengruft derer von der Schulenburg, die heute nicht mehr zugänglich ist. Die Wetterfahnen auf der St.-Georg-Kirche in Emden von 1911 erinnern noch heute an Matthias von der Schulenburg (1868–1923), den damaligen Gutsbesitzer.

## Beschreibung

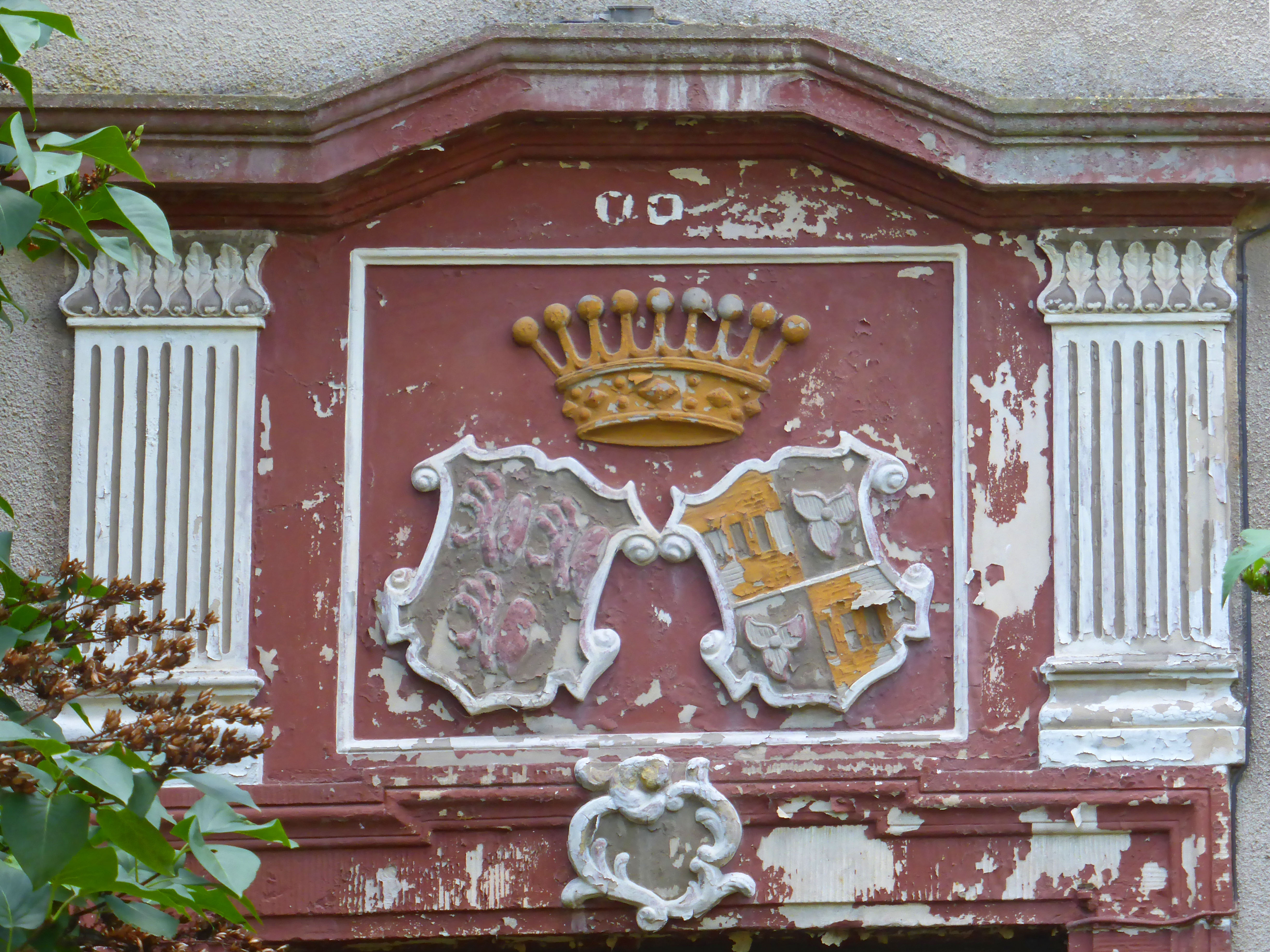
Allianzwappen von der Schulenburg/von Stammer

Das Gutshaus wurde als schlichtes zweigeschossiges Herrenhaus mit zwölf Fensterachsen und Walmdach errichtet. Über dem Eingang des Gutshauses befindet sich das Allianzwappen derer von der Schulenburg/von Stammer. Es erinnert an Gustav Adolf von der Schulenburg (1632–1691), der 1676 das heutige Herrenhaus errichten ließ, und seine zweite Ehefrau Anna Elisabeth geb. von Stammer (1657–1722), die er 1676 heiratete.
Im Inneren sind die ursprünglichen Räume für die Nutzung als Altenpflegeheim in der DDR-Zeit verkleinert worden. Derzeit hat das Gutshaus 22 Räume. Die variantenreichen Stuckarbeiten sind noch gut erhalten. Im Untergeschoss wurden in einigen Räumen üppige Blumen- und Fruchtstuckaturen angebracht, zwei Räume haben wohl noch die Deckengestaltungen aus dem 17. Jahrhundert erhalten; im Obergeschoss sind noch zwei Räume mit klassizistischen Stuckarbeiten ausgeschmückt. Teilweise erhalten sind ebenso die alten Wirtschaftsgebäude, die nach einem Brand 1793 sämtlich im roten Sandstein wiedererrichtet wurden.
Der Park des Gutshauses, der von einer Mauer umschlossen ist, war ursprünglich im Stil eines englischen Landschaftsgartens angelegt und erstreckt sich bis ans Ufer der Beber (oder Bever).

## Persönlichkeiten, die auf dem Rittergut Emden geboren wurden
- 1661: Matthias Johann von der Schulenburg: Im Auftrag der Republik Venedig verteidigte er die Feste Korfu und hat somit Mitteleuropa vor dem Einfall der Türken bewahrt.
- 1662: Daniel Bodo von der Schulenburg. Kursächsischer Generalleutnant.
- 1667: Melusine von der Schulenburg: Mätresse des englischen Königs Georg I, Herzogin von Munster, Herzogin von Kendal und Reichsfürstin von Eberstein.
- 1769: Leopold von der Schulenburg. Preußischer Landrat und Abgeordneter.
- 1794: Hermann von der Schulenburg. Preußischer Generalleutnant.
- 1829: Pater Ludovikus. Kapuzinerpater.